# Alexandr Kozlov
Alexandr Kozlov (19 de março de 1993 - 15 de julho de 2022) foi um futebolista profissional russo, atacante, que atuava no Spartak Moscovo.
Alexandr faleceu em 15 de julho de 2022, em decorrência de uma trombose.